# Castello Fond'Roy
Il castello Fond’Roy (in francese château Fond'Roy) è un castello della Regione di Bruxelles-Capitale in Belgio, situato a Uccle, nella zona a sud di Bruxelles.
È uno dei numerosi castelli che furono edificati nel XIX/XX secolo nella regione di Bruxelles, ma uno dei pochissimi che si conservano tuttora.

## Storia
Il castello Fond'Roy fu costruito da Jean Berckmans, agente di cambio di Saint-Gilles, nel 1911.
Nel 1919, fu acquistato dal notaio Albert Poelaert, nipote dell'architetto Joseph Poelaert, che progettò il Palazzo di Giustizia di Bruxelles.
Alla sua morte (1925), passò in eredità a sua moglie Irma Vermeulen. Vent'anni dopo, la proprietà fu ceduta ai suoi nipoti Alexis e Liliane Vermeulen.
Nel 1947, la famiglia Vermeulen rivendette la proprietà alla compagnia d'assicurazioni Royale Belge, che la trasformò in centro sportivo per il suo personale.
Nel 1973, la compagnia d'assicurazioni cedette la proprietà alla moglie del presidente Mobutu.
La proprietà fu nuovamente venduta nel 1997 all'Office des propriétaires, società immobiliare brussellese presieduta da Stéphane Jourdain Questi vi stabilì la sede del Cercle de Lorraine, sede che nel 2010 fu però trasferita presso l'Hôtel de Mérode, place Poelaert, nel centro di Bruxelles.
Da allora è utilizzato per attività private.